# Ternstroemia luquillensis
Espèce
Statut de conservation UICN

CR : 
En danger critique
Ternstroemia luquillensis, dénommée « palo colorado »,.
C'est un arbre qui pousse principalement dans le biome tropical humide.
Ternstroemia luquillensis est répertorié comme étant en danger critique d'extinction,.

## Systématique
Le nom correct complet (avec auteur) de ce taxon est Ternstroemia luquillensis Krug & Urb..
Ternstroemia luquillensis a pour synonyme :
- Taonabo luquillensis (Krug & Urb.) Britton